# Aktion Ungeziefer

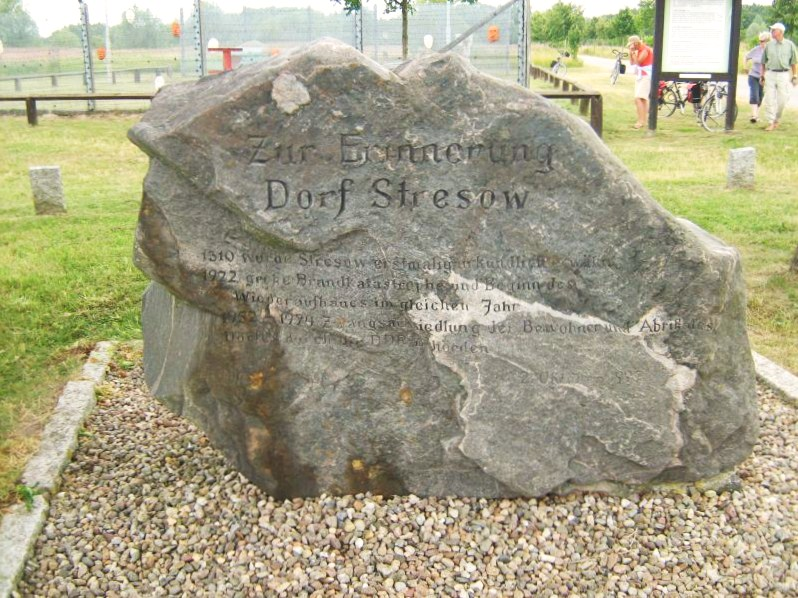
Kamień upamiętniający przesiedlenia we wsi Stresow

Aktion Ungeziefer (pol. Akcja robactwo) – akcja wysiedleńcza przeprowadzona przez enerdowską policję polityczną Stasi w maju i czerwcu roku 1952. W akcji brała udział również niemiecka policja ludowa. Wysiedlano osoby z okolic granicy wewnątrzniemieckiej. Podczas akcji przeprowadzonej w brutalny sposób przesiedlono ok. 8300 osób. Nazwę operacji nadał deputowany rady okręgowej Erfurtu Willi Gebhardt. Akcję przeprowadzono, mimo iż stała w jaskrawej sprzeczności z konstytucją Niemieckiej Republiki Demokratycznej, jak też nie istniały żadne prawne przesłanki usprawiedliwiające podobne działania.

## Historia
Na polecenie władz sowieckich 26 maja 1952 zakończono wznoszenie fizycznej granicy (wieże obserwacyjne, zasieki) na linii demarkacyjnej między terenami okupowanymi przez ZSRR i państwa zachodnie. Jej całkowita długość wynosiła ok. 1400 km. Przy granicy, ze strony radzieckiej strefy okupacyjnej, władze wyznaczyły pas o szerokości 5 kilometrów, który, zgodnie z ich zarządzeniem, należało oczyścić z "elementów wrogich, podejrzanych i przestępczych". Według wydanej dyrektywy, pas przygraniczny musieli opuścić wszyscy ci, którzy "zagrażali porządkowi demokratycznemu i antyfaszystowskiemu". Do tej kategorii zaliczano osoby uprzednio karane, cudzoziemców, bezrobotnych i prostytutki. Wyboru dokonywano na podstawie ksiąg meldunkowych władz lokalnych. Brano pod uwagę nie tylko oficjalne orzeczenia, ale również plotki i donosy; np. o utrzymywaniu kontaktów z Zachodem czy słuchaniu radia RIAS. Akcja przeprowadzona została w brutalny sposób: w nocy, mimo biernego i nieraz czynnego oporu mieszkańców. Budzono mieszkańców, wręczając im druk następującej treści: „Zobowiązuję się opuścić to miejsce w ciągu dwóch godzin i dobrowolnie zgłaszam się na ten środek”. Nie wszyscy zaatakowani ludzie posłusznie wykonywali polecenia, dochodziło do otwartych buntów, a nawet walk. W miejscach, gdzie akcja przebiegała najciężej, partia przysyłała agitatorów (Aufklärer), których zadaniem było przekonanie mieszkańców do przesiedlenia.

## Powtórzenie akcji
Akcję powtórzono w październiku roku 1961, wkrótce po wzniesieniu muru berlińskiego i wysiedlono dalszych 3200 obywateli NRD w głąb kraju, tym razem pod kryptonimami „Kornblume” (chaber bławatek), „Frische Luft” (świeże powietrze), „Blümchen” (kwiatuszek) i „Neues Leben” (nowe życie). Obie akcje doprowadziły do wyludnienia i spustoszenia miejscowości przygranicznych. Osobom poszkodowanym w operacjach nigdy nie przyznano rekompensaty.